# Il ponte del dragone
Il ponte del dragone (Bridge of Dragons) è un film statunitense del 1999 diretto da Isaac Florentine.

## Trama
Nel corso di una violenta guerra di potere in Giappone, il killer Warchild apparentemente gelido e privo di sentimenti affronta per la prima volta un conflitto di coscienza e si rifiuta di uccidere un uomo completamente indifeso. L'uomo che lo ha addestrato e suo comandante, l'avido generale Ruechang, incaricherà degli uomini per ucciderlo. Il generale Ruechang sta pianificando di conquistare il paese sposando la principessa Halo. Nel frattempo la principessa Halo scopre che Ruechang ha ucciso suo padre per guadagnare più potere di quello che aveva per il re, quindi decide di scappare. Warchild e la principessa Halo si innamorano e insieme assumono le forze di Ruechang.

## Distribuzione
Il film uscì nelle sale cinematografiche nel 1999:
- Argentina il 30 giugno
- Italia l'8 luglio
- Regno Unito il 9 ottobre
- Stati Uniti il 13 ottobre
- Giappone il 26 ottobre

## Curiosità
- Il film ha avuto un budget di 3-4 milioni di dollari.
- Dolph Lundgren e Cary-Hiroyuki Tagawa hanno lavorato insieme per la seconda volta dopo il film Resa dei conti a Little Tokyo.